# Виверна
Виверна или виверн (англ. Wyvern) — мифическое существо, разновидность дракона с двумя крыльями и одной парой лап. Часто изображаются со змеиным хвостом, иногда имеющим ядовитое жало.
Наибольшим сходством с виверной обладает европейский дракон. В современном фэнтези-искусстве виверны являются весьма популярными персонажами и именуются именно «драконами», так как в силу сходства с птицами, грифонами и рукокрылыми, возможно, считаются более реалистичными. В частности, по этой причине Джордж Мартин выбрал виверн-«драконов» в качестве персонажей для своего цикла «Песни льда и пламени». Вместе с тем образ виверн, вероятно, не имеет древнего мифологического прототипа, а их первые упоминания встречаются только в средневековых европейских бестиариях.
Виверна в её различных версиях важна в геральдике, часто появляясь в качестве талисмана школ и спортивных команд (в основном в США, Великобритании и Канаде). Это популярное существо в европейской литературе, мифологии и фольклоре. Сегодня она часто используется в фэнтезийной литературе и видеоиграх. Виверна в геральдике и фольклоре редко дышит огнём, в отличие от других драконов.

## Этимология и истоки образа
Слово wyvern происходит от изменения среднеанглийского wyvere («гадюка»), где восходит к англо-французскому wivre, guivre и, далее, к латинскому vipera («гадюка»). Впервые зафиксировано в 1610 году. В норвежском фольклоре виверна фигурирует под названием «линорм», однако линормы не всегда изображаются с крыльями. При заимствовании игровой компьютерной терминологии в русском языке англ. wyvern получило форму женского рода: «виверна».
Мифы о крылатых змеях распространены в культурах Средиземноморья, ярким примером которой является египетская богиня Уаджит. Самые древние существа, которых прямо называют «крылатыми драконами», — кони, запряжённые в колесницу Гелиоса, которые помогают Медее.

## Отличия от других драконов
В преданиях разных народов и культур не делается различия между вивернами и остальными драконами. Однако с XVI века в английской, шотландской и ирландской геральдике ключевое различие заключалось в том, что у виверны одна пара лап, а у дракона две. Тем не менее, упоминание этого различия как характерного признака именно виверн не наблюдается для символов других европейских стран, где двуногих драконоподобных существ также называют «драконами». 

## В символике и геральдике
Виверна являлась одним из символов в социальной репрезентации ремесленников Португалии в Средневековье и раннее Новое время. Макет с ней участвовал в шествии праздника Тела Христова (Corpus Christi). В регламенте, определяющем очерёдность гильдий в шествии 1538 года, помимо Виверны участвовал и Дракон. Виверна также присутствовала в свадебной процессии инфанта Жоана Мануэла и принцессы Хуаны в 1554 году, где воплощает расхожий фольклорный образ того времени.
Также это геральдическое животное семейства Парров (Катерина Парр была последней женой Генриха VIII). На книге (экземпляр «Канцоньере» Петрарки), принадлежавшей Катерине, имелась аппликация с геральдическим щитом, поддерживаемым с одной стороны огнедышащим псом, проглотившим корону, с другой — «огнедышащим виверном, сочетающим в себе черты дракона и морского змея».
Виверн изображён на гербе польского рода Ляцких, гербе семейства Дрейк, гербе Враждов из Кунвальда. В качестве щитодержателей виверны выступают на гербе герцога Мальборо.
Виверноподобный зилант изображён на гербе города Казань, столицы Республики Татарстан.
Также иногда изображался в воображаемом гербе Юлия Цезаря (наряду с популярным двуглавым орлом, изредка встречающимся василиском, тремя коронами и тремя колоколами)

## В фантастике и массовой культуре
В ролевой системе Dungeons & Dragons виверна относится к типу «дракон», но не является истинным драконом, связана с ними отдалённо, менее сильна и не наделена магией.
В произведениях Андре Нортон детально прописаны особенности народа Wyverns, сочетающего зооморфные и антропоморфные признаки. Это небольшого роста ящеролюди, телом похожие на человека, а головой — на дракона. У них большие жёлтые глаза с зелёными вертикальными зрачками и сверкающая кожа, напоминающая драгоценные камни. Для человека они чужеродны, но прекрасны. Виверны Нортон обладают активными ментальными способностями, и в их социуме женщины занимают главенствующее положение, направляют и контролируют как мужчин (чья сфера — не ментальная, а физическая деятельность), так и других существ
Во вселенной Warcraft продемонстрировано развитие виверн, как расы разумных созданий, сочетающих черты мифологической виверны и раскрыты потомственные связи псевдо-драконов с грифонами. Так как грифоны и мантикоры имеют общие черты, уникальных для одной из сторон конфликта, ветрокрылов часто путают с мантикорами.
Виверна присутствует во второй главе «Бестиария» Анджея Сапковского, в толковом словаре фантастических существ, известных автору по мифологии разных народов и произведениям Дж. Р. Р. Толкина, Говарда Лавкрафта, Терри Брукса и других. В романе «Час Презрения» из серии о ведьмаке Геральте для придания английскому слову wyvern польское звучание, Сапковский назвал чудовище «виверна»:
Это, конечно, вымысел и неологизм, но не лишённый смысла. В соответствии с некоторыми теориями, wyvern выводится из латинского «vipera» (змея), название же змеи идёт от её предполагаемого живорождения (vivipara, хотя есть и другая этимология, см. Гадюка). Отсюда взялась и моя виверна — опирающаяся на корень «vivi…» и, как и змея, — женского рода. В польских переводах фэнтези и бестиариях ролевых игр неизменно фигурирует английский «wyvern» (произносится — уайверн), хоть в других случаях рольплейенговых текстов переводчики не раз щеголяли стремлением название полонизировать. Может, кто-нибудь наконец решится взять на вооружение мою виверну? У меня на неё авторских прав не меньше, чем у Толкина на орка, но — обещаю — я не стану им (правом) чрезмерно размахивать.
Виверны часто фигурируют в компьютерных играх: Arcanum: Of Steamworks and Magick Obscura, Ark: Survival Evolved, Baldur's Gate, Dark Souls, Disciples II: Dark Prophecy, Dota 2, Dragon Age: Inquisition, Heroes of Might and Magic, Hexen, Lineage II, Monster Hunter, Sacred, Terraria, The Witcher, Warcraft III: Reign of Chaos, Eve Online и других.